# قربان‌بیک باقی‌یف
قربان‌بیک باقی‌یف (به قرقیزی: Курманбек Сали уулу Бакиев) (زادهٔ ۱۰ مرداد ۱۳۲۸) سیاستمدار قرقیزستانی که در سال ۲۰۰۵ در پی انقلاب رنگی گل لاله رئیس‌جمهور قرقیزستان شد. او پیشتر از سال ۲۰۰۰ تا ۲۰۰۲ نخست‌وزیر این کشور بود.

## زندگی
باکی‌یف در سال ۱۹۷۲ تحصیل خود را در رشتهٔ مهندسی برق به پایان رساند و در سامارای روسیه آغاز به کار کرد. از سال ۱۹۷۴ تا ۱۹۷۶ را به خدمت سربازی گذراند. پس از بازگشت خود به قرقیزستان، در یک کارخانهٔ پلاگین در منطقهٔ جلال‌آباد، از سال ۱۹۷۹ تا ۱۹۹۰ به عنوان جانشین مهندس ارشد و پس از آن به عنوان مدیرکل کار می‌کرد. او از سال ۱۹۹۰ در حزب کمونیست اتحاد شوروی فعال بود، در ابتدا به عنوان منشی اول حزب در Kok - Yangak، سپس رئیس اتحاد جماهیر شوروی عالی شهرستان و در نهایت معاون منطقهٔ جلال‌آباد. در سال ۱۹۹۵ او توسط رئیس‌جمهور وقت اصغر آقایف به عنوان فرماندار جلال‌آباد منصوب شد. در ماه آوریل سال ۱۹۹۷ به دفتر فرمانداری Tschüi منتقل شد. در ۲۱ دسامبر ۲۰۰۰ نخست‌وزیر قرقیزستان شد. تنها ۱۷ ماه بعد، در ۲۲ مهٔ ۲۰۰۲، پس از اینکه در شهر جنوبی Aksy شش تظاهرکننده توسط پلیس امنیتی تیر خوردند، از سمت خود استعفا داد.

## رسیدن به قدرت

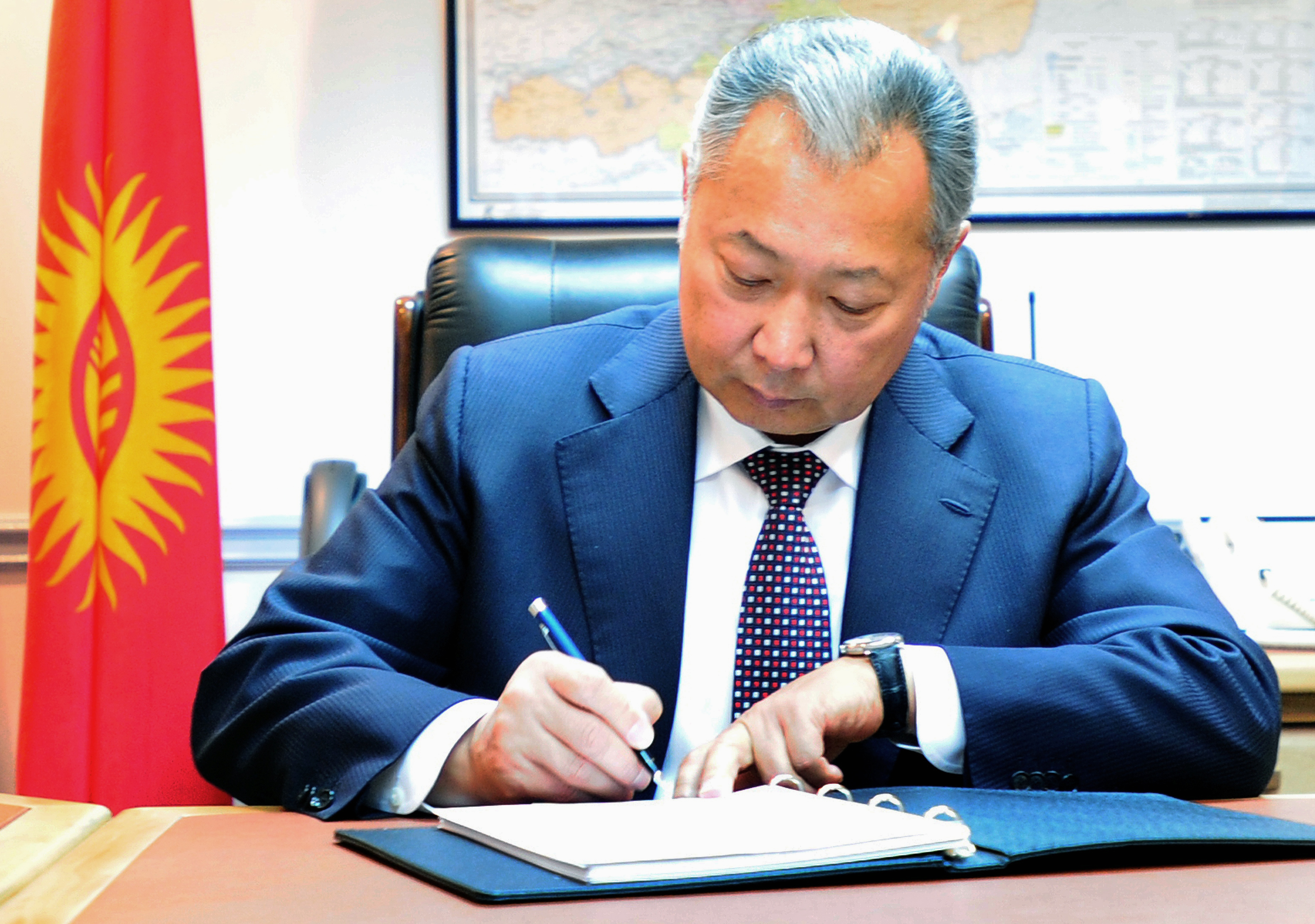

بعدها رئیس یکی از جنبش‌های اپوزیسیون قرقیزستان شد. در انقلاب موسوم به گل لاله، قدرت را از عسگر آقایف، رهبر حزب کمونیست قرقیزستان تحویل گرفت و در۲۴ مارس ۲۰۰۵ به ریاست دولت موقت درآمد و روز بعد به عنوان رئیس‌جمهور موقت تعیین شد. در ۱۰ ژوئیه ۲۰۰۵ او با ۸۸٫۹٪ آرا (با مشارکت ۷۴٫۶٪ جمعیت قرقیزستان) به عنوان رئیس‌جمهور انتخاب شد و در ۱۴ اوت سوگند یاد کرد.
در اکتبر سال، باکی‌یف یک همه‌پرسی برای اصلاح قانون اساسی، که قدرت رئیس‌جمهور را بیشتر می‌کرد، برگزار کرد. پس از تصویب اصلاحیه پیشنهادی، مجلس را منحل و در دسامبر ۲۰۰۷ انتخابات جدید برگزار شد. قبل از همه‌پرسی قانون اساسی، در تاریخ ۱۵ اکتبر حزب مورد حمایت باقی‌یف Ak Jol تأسیس گردید، و در طول ماه اکتبر، بسیاری از اعضای مجلس به آن پیوستند.

## ادعای تخلف در انتخابات

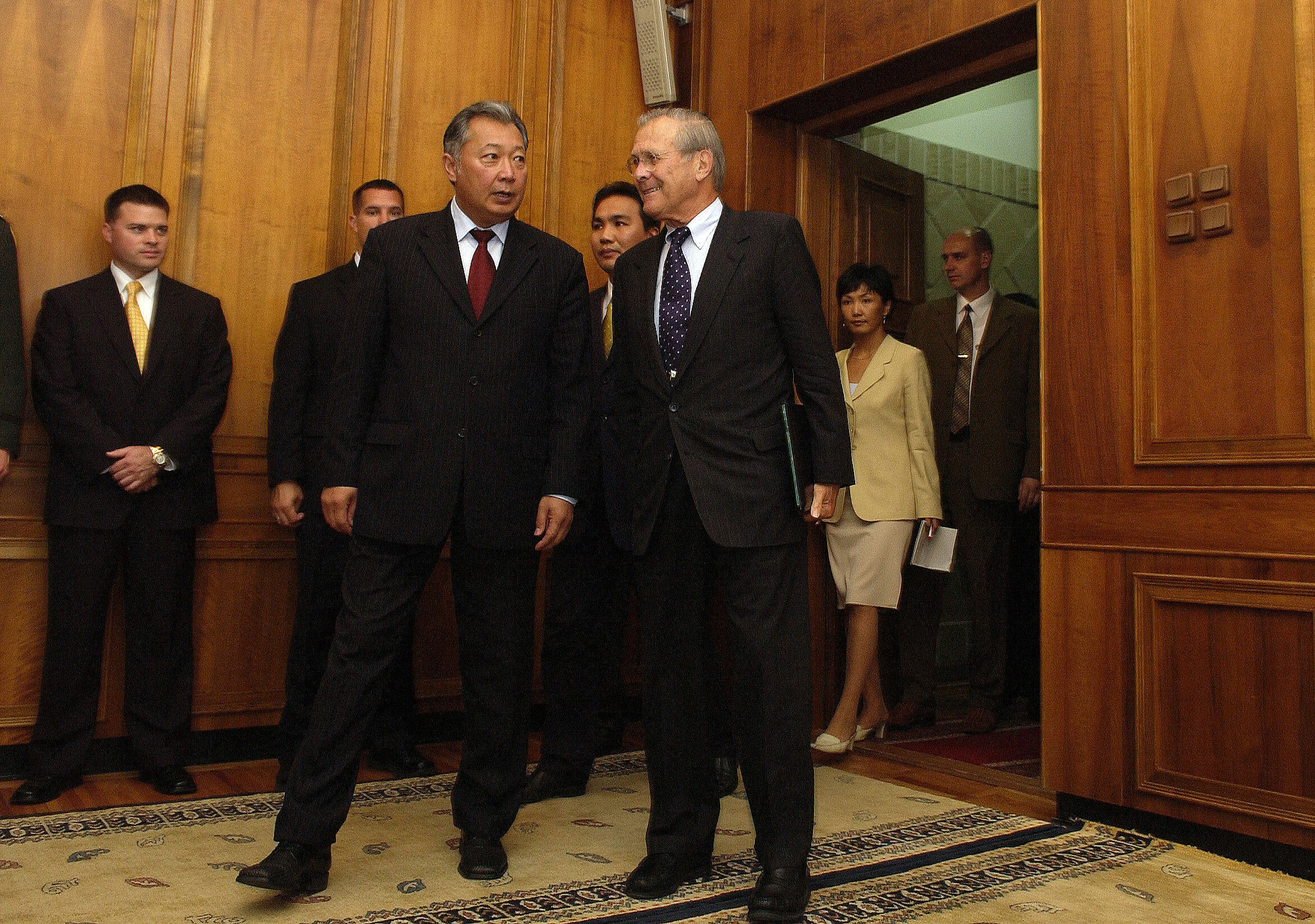

در سال ۲۰۰۹ قربان‌بیک باقی‌یف در انتخابات ریاست جمهوری با به دست آوردن ۸۳ درصد آراء به پیروزی رسید ولی سازمان امنیت و همکاری اروپا نحوه برگزاری انتخابات ریاست جمهوری قرقیزستان را «مأیوس کننده» خواند و اعلام کرد که دراین انتخابات تخلفات زیادی رخ داده‌است. مخالفان نیز اعلام کردند که درانتخابات تقلب شده‌است

## سقوط دولت باقی‌یف
در روز سه‌شنبه، ۶ آوریل ۲۰۱۰، مخالفان دولت در شهر تراز به رهبری رزا اوتونبایوا دست به تظاهرات زدند. سپس در صبح روز چهارشنبه، ۷ آوریل، معترضان در بیشکک با دردست داشتن پرچم‌های آبی رنگ، از جلوی دفتر یکی از احزاب مخالف دولت، قصد تظاهرات تا کاخ ریاست جمهوری را داشتند. لازم است ذکر شود، معترضان خواستار استعفا رئیس‌جمهور بودند. سرانجام رئیس‌جمهوری قرقیزستان از بیشکک، پایتخت فرار کرده‌است و مخالفان او توانسته‌اند نهادهای دولتی را به کنترل خود درآورند.
باقی‌یف اعلام داشت در صورت تامین امنیت جانی خود و خانواده‌اش حاضر به استعفا از مقام ریاست جمهوری است.